# Grande settore alpino
Un grande settore alpino è una suddivisione della catena delle Alpi definita dalla Suddivisione Orografica Internazionale Unificata del Sistema Alpino (SOIUSA) del 2005.

## Definizione

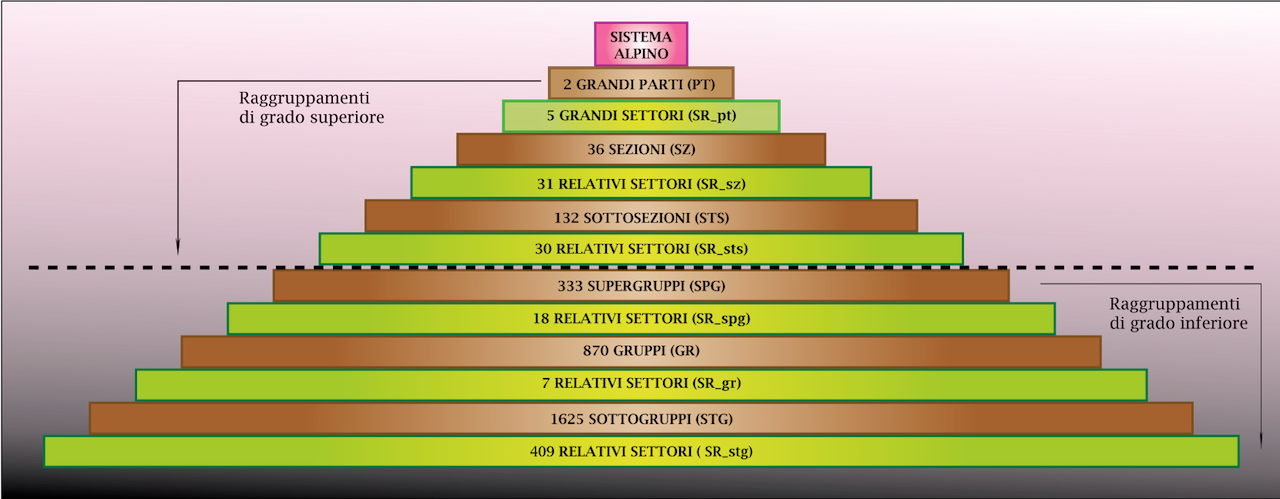
La Piramide SOIUSA, ovvero le varie suddivisioni delle Alpi secondo la SOIUSA.

Nell'intento di fornire una classificazione e suddivisione delle Alpi condivisa tra i vari paesi alpini, la SOIUSA ha adottato una bipartizione della catena alpina in Alpi Occidentali e Alpi Orientali, al posto della storica tripartizione in Alpi Occidentali, Alpi Centrali e Alpi Orientali, definita sin dal 1926 dalla Partizione delle Alpi.
Inoltre ha introdotto il seguente schema di ulteriore suddivisione:
- 5 grandi settori (SR)
- 36 sezioni (SZ)
- 132 sottosezioni (STS)
- 333 supergruppi (SPG)
- 870 gruppi (GR)
- 1625 sottogruppi (STG)

## Codice dei grandi settori
- Grande parte = Alpi Occidentali
- Grande settore = Alpi Nord-occidentali
- Sezione = Alpi Graie
- Sottosezione = Alpi del Monte Bianco
- Supergruppo = Massiccio del Monte Bianco
- Gruppo = Gruppo del Monte Bianco
- Sottogruppo = Monte Bianco
- Codice = I/B-7.V-B.2.b

La SOIUSA classifica i grandi settori attraverso una particolare codifica. Nello specifico li individua nelle due grandi parti: Alpi Occidentali e Alpi Orientali attraverso una lettera maiuscola progressiva.
Nel dettaglio i cinque grandi settori sono:
- nelle Alpi Occidentali:
  - Alpi Sud-occidentali individuate dalla lettera maiuscola A;
  - Alpi Nord-occidentali individuate dalla lettera maiuscola B;
- nelle Alpi Orientali:
  - Alpi Centro-orientali individuate dalla lettera maiuscola A;
  - Alpi Nord-orientali individuate dalla lettera maiuscola B;
  - Alpi Sud-orientali individuate dalla lettera maiuscola C;

Nell'esempio riportato in fianco circa i parametri SOIUSA del Monte Bianco si nota che il grande settore è Alpi Nord-occidentali ed è individuato dalla lettera maiuscola B.